# Daniele Secci
Daniele Secci (Roma, 9 marzo 1992) è un ex pesista italiano, allenato dai tecnici Valter Rizzi e Tommaso Mattei. Successivamente dal 2014 viene seguito da Paolo Dal Soglio.
Attualmente è un allenatore di lanci di livello nazionale ed internazionale.
Nella sua carriera ha siglato numerosi record nazionali giovanili e conquistato la medaglia d'argento agli Europei juniores di Tallinn 2011.

## Biografia

### Gli inizi e i primi successi
Romano del quartiere Tiburtino, fino al 2006 ha frequentato essenzialmente le palestre, praticando il full contact.
In un paio d'anni è diventato un ottimo prospetto dei lanci, stabilendo vari limiti italiani delle categorie allievi e juniores.
Nel 2010 ai campionati italiani indoor di Ancona si è classificato secondo dietro a Marco Di Maggio e, proprio in questa gara ha superato il vecchio record nazionale indoor di Paolo Dal Soglio della categoria juniores con l'attrezzo da 7,260 kg, portandolo da 17,69 a 18,38.
Nel maggio del 2011 ha migliorato anche il record nazionale juniores outdoor con l'attrezzo da 7,260 kg con la misura di 18,27 m, inseredosi direttamente al ventisettesimo posto nelle liste italiane all-time assolute ed al secondo posto in quelle stagionali fino al mese di giugno dietro il 18,43 m del finanziere Eugenio Mannucci, stabilito il 22 maggio ad Honolulu, ma davanti al 18,09 m del quattro volte campione italiano Marco Di Maggio.
Dopo aver siglato il nuovo record italiano con l'attrezzo da 6 kg (20,61 metri) in concomitanza con la vittoria del suo secondo titolo italiano juniores, si è apprestato a partecipare ai Campionati europei juniores di Tallinn 2011.
La gara di getto del peso si è svolta il 21 luglio.
Nella mattinata ha superato il turno di qualificazione con l'ottava misura grazie ad un lancio a 18,61 metri ottenuto al secondo tentativo.
In serata, dopo un discreto inizio a 18,80 m era riuscito a migliorarsi fino a 19,41 m, misura che pur lasciandolo in quinta posizione gli permise di prendere parte alla finale ad otto dandogli quindi la possibilità di effettuare altri tre lanci.
Proprio al quinto tentativo riuscì ad arrivare alla misura di 19,73 metri, misura che lo issava al secondo posto. La risposta dell'tedesco Christian Segusch non si fece attendere: 19,80 e quindi solo bronzo per Secci.
Ma proprio all'ultima possibilità l'atleta romano riuscì a gettare il suo peso fino all'ottima misura di 20,45 metri, sua seconda miglior misura di sempre, riuscendo così a vincere l'argento avvicinando anche il leader della gara, il polacco Krzysztof Brzozowski vincitore con 20,92 m.

### Carriera assoluta (2013-)
Il 5 marzo 2015 prende parte ai campionati europei indoor di Praga.
Al termine delle qualificazioni si è classificato venticinquesimo con la misura di 18,53 m, rimanendo lontano dalle posizioni utili per il passaggio in finale.

## Record nazionali
Secci ha siglato vari record nazionali italiani:

### Allievi
- Getto del peso (5 kg) 20,18 m ( Bressanone, 31 maggio 2009)
- Getto del peso (6 kg) 18,71 m ( Rieti, 26 ottobre 2009)
- Getto del peso (5 kg) indoor 18,86 m ( Ancona, 14 febbraio 2009)

### Juniores
- Getto del peso (6 kg) 20,61 m ( Bressanone, 19 giugno 2011)
- Getto del peso (7,260 kg) 18,55 m ( Tangeri, 18 settembre 2011)
- Getto del peso (6 kg) indoor 19,74 m ( Ancona, 6 marzo 2010) ex-
- Getto del peso (7,260 kg) indoor 18,38 m ( Ancona, 28 febbraio 2010)

## Progressione

### Getto del peso outdoor

#### Seniores
| Stagione | Risultato | Luogo       | Data       | Rank. Mond. |
| -------- | --------- | ----------- | ---------- | ----------- |
| 2017     | 19,42 m   | Las Palmas  | 12-3-2017  |             |
| 2016     | 19,33 m   | Castiglione | 17-5-2016  | 109º        |
| 2015     | 19,18 m   | Torino      | 25-7-2015  | 119º        |
| 2014     | 19,03 m   | Los Angeles | 10-5-2014  | 128º        |
| 2013     | 18,51 m   | Modena      | 13-10-2013 | 184º        |
| 2012     | 18,05 m   | Rieti       | 20-5-2012  | 255º        |
| 2011     | 18,55 m   | Tangeri     | 18-9-2011  | 144º        |
| 2010     | 17,64 m   | Arzana      | 7-9-2010   | 300º        |
| 2009     | 15,50 m   | Ostia       | 12-9-2009  | -           |

#### Juniores (peso da 6 kg)
| Stagione | Risultato | Luogo      | Data       | Rank. Mond. |
| -------- | --------- | ---------- | ---------- | ----------- |
| 2011     | 20,61 m   | Bressanone | 19-6-2011  | 7º          |
| 2010     | 20,00 m   | Rieti      | 17-1-2010  | 7º          |
| 2009     | 18,71 m   | Rieti      | 26-10-2009 | 30º         |
| 2008     | 14,40 m   | Tivoli     | 13-7-2008  | -           |

#### Allievi (peso da 5 kg)
| Stagione | Risultato | Luogo      | Data      | Rank. Mond. |
| -------- | --------- | ---------- | --------- | ----------- |
| 2009     | 20,18 m   | Bressanone | 31-5-2009 | 10º         |
| 2008     | 17,69 m   | Rieti      | 11-9-2008 | -           |
| 2007     | 17,16 m   | Rieti      | 15-9-2007 | -           |

### Getto del peso indoor

#### Seniores
| Stagione | Risultato | Luogo  | Data      | Rank. Mond. |
| -------- | --------- | ------ | --------- | ----------- |
| 2017     | 19,46 m   | Schio  | 9-2-2017  |             |
| 2016     | 19,35 m   | Ancona | 6-3-2016  | 56º         |
| 2015     | 19,56 m   | Padova | 22-2-2015 | 50º         |
| 2014     | 19,25 m   | Schio  | 23-1-2014 | 70º         |
| 2013     | 18,73 m   | Ancona | 20-1-2013 | 83º         |
| 2012     | 18,71 m   | Ancona | 21-1-2012 | 97º         |
| 2011     | 17,40 m   | Ancona | 22-1-2011 | 221º        |
| 2010     | 18,38 m   | Ancona | 28-2-2010 | 103º        |

#### Juniores (peso da 6 kg)
| Stagione | Risultato | Luogo  | Data      | Rank. Mond. |
| -------- | --------- | ------ | --------- | ----------- |
| 2011     | 19,59 m   | Ancona | 12-2-2011 | 5º          |
| 2010     | 19,74 m   | Ancona | 6-3-2010  | 2º          |

#### Allievi (peso da 5 kg)
| Stagione | Risultato | Luogo  | Data      | Rank. Mond. |
| -------- | --------- | ------ | --------- | ----------- |
| 2009     | 18,86 m   | Rieti  | 14-2-2009 | -           |
| 2008     | 15,18 m   | Ancona | 9-2-2008  | -           |

## Palmarès
| Anno | Manifestazione    | Sede       | Classifica     | Evento  | Risultato | Note |
| ---- | ----------------- | ---------- | -------------- | ------- | --------- | ---- |
| 2009 | Mondiali allievi  | Bressanone | Getto del peso | 11º     | 18,07 m   |      |
| 2010 | Mondiali juniores | Moncton    | Getto del peso | 15º     | 18,25 m   |      |
| 2011 | Europei juniores  | Tallinn    | Getto del peso | Argento | 20,45 m   |      |
| 2013 | Europei under 23  | Tampere    | Getto del peso | 18º (q) | 17,56 m   |      |
| 2015 | Europei indoor    | Praga      | Getto del peso | 25º (q) | 18,53 m   |      |

## Campionati nazionali
- 2 titoli nazionali assoluti (2014, 2015)
- 3 titoli nazionali assoluti indoor (2014, 2015, 2016)
- 3 titoli nazionali under 23 (2012, 2013, 2014)
- 3 titoli nazionali under 23 indoor (2012, 2013, 2014)
- 2 titoli nazionali juniores (2010, 2011)
- 2 titoli nazionali juniores indoor (2010, 2011)
- 1 titolo nazionale allievi (2009)
- 1 titolo nazionale allievi indoor (2009)

2009
- ai campionati italiani allievi indoor, getto del peso - 18,86 m
- ai campionati italiani allievi, getto del peso - 19,57 m

2010
- ai campionati italiani juniores indoor, getto del peso - 18,89 m
- ai campionati italiani assoluti indoor, getto del peso - 18,38 m
- ai campionati italiani juniores, getto del peso - 19,69 m

2011
- ai campionati italiani juniores indoor, getto del peso - 19,59 m
- 6º ai campionati italiani assoluti indoor, getto del peso - 17,02 m
- ai campionati italiani juniores, getto del peso - 20,61 m

2012
- ai campionati italiani assoluti indoor, getto del peso - 18,48 m
- Oro ai campionati italiani under 23, getto del peso - 18,04 m
- ai campionati italiani assoluti, getto del peso - 17,54 m

2013
- Bronzo ai campionati italiani assoluti indoor, getto del peso - 17,80 m
- Oro ai campionati italiani under 23, getto del peso - 17,96 m
- Argento ai campionati italiani assoluti, getto del peso - 18,15 m

2014
- Oro ai campionati italiani under 23 indoor, getto del peso - 18,80 m
- Oro ai campionati italiani assoluti indoor, getto del peso - 18,64 m
- Oro ai campionati italiani under 23, getto del peso - 18,14 m
- Oro ai campionati italiani assoluti, getto del peso - 18,55 m

2015
- Oro ai campionati italiani assoluti indoor, getto del peso - 19,56 m
- Oro ai campionati italiani assoluti, getto del peso - 19,18 m

2016
- Oro ai campionati italiani assoluti indoor, getto del peso - 19,35 m
- Argento ai campionati italiani assoluti, getto del peso - 18,77 m

2017
- Argento ai campionati italiani assoluti indoor, getto del peso - 19,18 m
- Bronzo ai campionati italiani assoluti, getto del peso - 18,91 m

## Altre competizioni internazionali
2009
- Oro alle Gymnasiadi ( Doha), getto del peso - 19,47 m

2010
- Oro al Triangolare juniores indoor (--) ( Ancona), getto del peso - 19,74 m
- Oro al Coppa del Mediterraneo juniores ( Tunisi), getto del peso - 19,91 m

2011
- 5º in Coppa Europa invernale di lanci (under 23) ( Sofia), getto del peso - 17,77 m

2013
- 5º in Coppa Europa invernale di lanci (under 23) ( Castelló), getto del peso - 17,71 m
- 6º in Coppa dei Campioni per club ( Vila Real de Santo António), getto del peso - 17,49 m
- 6º al Meeting Terra Sarda ( Cagliari), getto del peso - 17,94 m
- 8º al DécaNation ( Valence), getto del peso - 17,38 m
- 9º al XXVII Meeting di Padova ( Padova), getto del peso - 15,82 m
- 7º al Palio della Quercia ( Rovereto), getto del peso - 17,53 m
- 5º al Rieti Meeting ( Rieti), getto del peso - 17,57 m

2014
- 10º in Coppa Europa invernale di lanci ( Leiria), getto del peso - 18,97 m
- 4º all'OTC Thursday Invitational ( Chula Vista), getto del peso - 17,88 m
- 10º al UC San Diego Triton Invitational ( La Jolla), getto del peso - 18,73 m
- Bronzo al XX Adidas/Steve Scott Invitational ( Irvine), getto del peso - 18,96 m
- Bronzo all'Oxy Invitational ( Los Angeles), getto del peso - 19,03 m
- 6º in Coppa dei Campioni per club ( Vila Real de Santo António), getto del peso - 18,61 m
- Argento ai Campionati del Mediterraneo under 23 ( Aubagne), getto del peso - 18,48 m
- 11º agli Europei a squadre ( Braunschweig), getto del peso - 17,32 m

2015
- 9º in Coppa Europa invernale di lanci ( Leiria), getto del peso - 18,85 m
- 8º agli Europei a squadre ( Čeboksary), getto del peso - 18,68 m
- 6º al DécaNation ( Parigi), getto del peso - 17,10 m

2017
- 10º in Coppa Europa invernale di lanci ( Las Palmas), getto del peso - 19,42 m